# Hamburg (Schiff, 1900)
Der Reichspostdampfer Hamburg, das sechste Schiff der Barbarossa-Klasse, kam als erstes Schiff für die Hapag auf der Postdampferlinie nach Ostasien zum Einsatz.
Nach Aufgabe der Beteiligung an diesem Dienst verblieb die Hamburg bei der Hapag und kam auf dem Nordatlantik zum Einsatz.
1917 in den USA beschlagnahmt blieb die ehemalige Hamburg bis 1928 unter etlichen Namen unter amerikanischer Flagge im Dienst.

## Im Dienst der Hapag
Die Hamburg wurde beim Stettiner Vulcan gebaut und lief 1899 von Stapel. Auf ihrer Jungfernfahrt ab 21. März 1900 lief sie als erster Reichspostdampfer der Hapag von Hamburg durch den Sueskanal nach Yokohama.
Schon Ende 1903 beendete die Hapag ihre Zusammenarbeit mit dem Norddeutschen Lloyd (NDL) auf der Ostasienpostlinie. Die Hamburg verblieb als Einzelschiff bei der Hapag, während das Schwesterschiff Kiautschou an den NDL abgegeben wurde.
Die erste Reise der Hamburg nach New York erfolgte am 2. Juni 1904. Im Winter 1904/1905 wurde die Hamburg auf der Reiherstiegwerft umgebaut und dem veränderten Fahrtgebiet angepasst.
Das Schiff wurde auch für Kreuzfahrten herangezogen und diente Kaiser Wilhelm II. zweimal als Staatsyacht für Staatsbesuche, so ab dem 23. März 1905 für eine Mittelmeerreise ab Hamburg. Zuerst besuchte der Kaiser in Lissabon den portugiesischen König Karl I. Dem folgte in Absprache mit dem Auswärtigen Amt am 31. März ein Besuch in Tanger, wo der Kaiser mit einem Onkel des Sultans von Marokko zusammentraf. Zwei im Hafen liegende französische Kreuzer schossen „Kaisersalut“. Dennoch war dieser Besuch Auslöser der Ersten Marokkokrise (1905–1906), die zunächst zur Bestätigung der marokkanischen Unabhängigkeit führte. Der Kaiser war schon am 1. April in Gibraltar, wo der begleitende Panzerkreuzer Friedrich Carl das britische Schlachtschiff Prince George rammte. Über Port Mahon wurde am 5. April Neapel erreicht, wo der Monarch auf die Yacht Hohenzollern umstieg.
Anschließend wurde die Hamburg am 13. April 1905 erstmals auf der Route Genua – New York eingesetzt. 1906 erfolgte der zweite Einsatz der Hamburg als Kaiseryacht bis ins Mittelmeer. Im Winter 1910/1911 verkehrte die Hamburg zwischen New York und Havanna auf Kuba.
1914 wurde die Hamburg bei Kriegsbeginn in New York aufgelegt.

## Kriegs- und Nachkriegsverwendung
Das Amerikanische Rote Kreuz charterte die in New York aufliegende Hamburg, die als Red Cross vom 13. September bis zum 28. Oktober 1914 eine Reise von New York nach Rotterdam und zurück machte, um Lazarettmaterial und Hilfspersonal nach Europa zu transportieren und in Europa „gestrandete“ US-Bürger in die USA zurückzuführen.

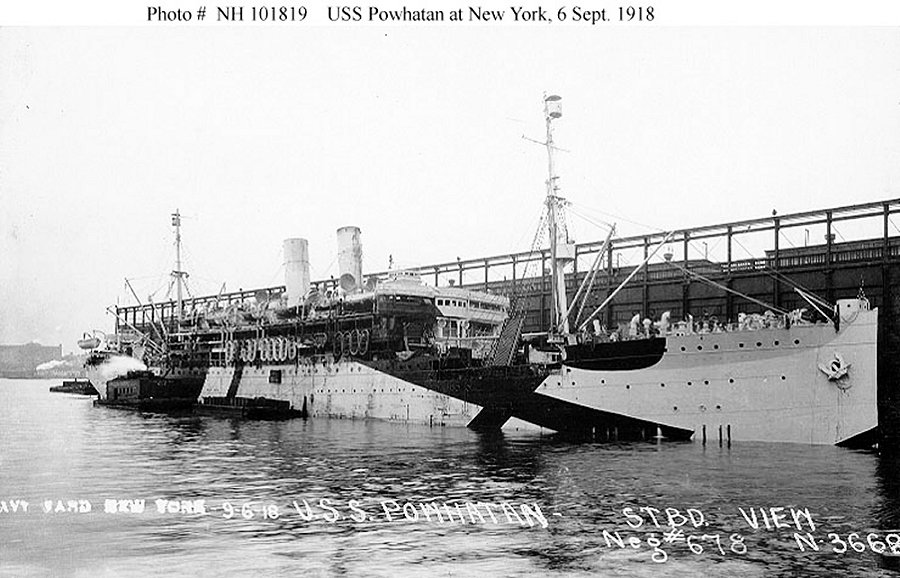
Die ehemalige Hamburg als Transporter Powhatan

1917 wurde die Hamburg bei Kriegseintritt der USA beschlagnahmt und am 16. August 1917, ab 5. September als Powhatan (ID-3013), als Truppentransporter in Dienst genommen.
Die Powhatan transportierte bei zwölf Reisen zwischen dem 12. November 1917 und dem 9. Dezember 1918 15.274 Soldaten nach Frankreich. Am 4. April 1918 wurde sie vergeblich in der Biscaya von einem deutschen U-Boot angegriffen.
Nach dem Waffenstillstand führte sie noch 11.803 Soldaten zurück in die USA und wurde am 2. September 1919 von der US Navy außer Dienst gestellt. Sie diente dann dem Army Transport Service als Lazarettschiff in New York.
Als New Rochelle kam die ehemalige Hamburg, gechartert von der Baltic Steamship Co. of America, ab dem 5. August 1920 auf der Strecke New York über Le Havre nach Danzig wieder in Fahrt mit einer Einrichtung für 350 Kabinenpassagiere und 1500 Plätze in der Dritten Klasse. Am 20. November erfolgte die dritte und letzte Abfahrt auf dieser Linie, auf der eigentlich auch noch das Schwesterschiff Barbarossa als Mercury zum Einsatz kommen sollte.
Am 12. Februar 1921 lief das Schiff, jetzt im Dienst der US Mail Steamship Co. von New York über Bremerhaven nach Danzig. Die Passagiereinrichtung war verändert worden. Es standen jetzt 350 Kabinenplätze und 900 Plätze in der Dritten Klasse zur Verfügung. Im Mai wurde das Schiff in Hudson umbenannt. Im Lauf des Jahres kam das Schiff noch in den Dienst der United States Lines und fuhr dann nur noch bis Bremerhaven. 1922 wurde die ehemalige Hamburg in President Fillmore umbenannt. Am 20. November 1923 lief sie letztmals von Bremerhaven nach New York aus.
1924 kam die President Fillmore an die Dollar Line in San Francisco für deren Rund-um-die-Welt-Dienst.
1928 wurde die ehemalige Hamburg in den USA abgewrackt.